# Don't Want to Say Goodbye
"Don't Want to Say Goodbye" is een nummer van de Amerikaanse band The Raspberries. Het verscheen op  hun debuutalbum Raspberries uit 1972. In februari van dat jaar werd het uitgebracht als de debuutsingle van de groep.

## Achtergrond
"Don't Want to Say Goobye" is geschreven door groepsleden Eric Carmen en Wally Bryson en geproduceerd door Jimmy Ienner. Het werd uitgebracht als de eerste single van de band, waar de leden zelf verbaasd om waren. Zo vertelde Carmen dat hij het niet zag gebeuren dat radiozenders een ballad van vijf minuten door een beginnende band zouden draaien. De single behaalde ook weinig succes, met een 86e plaats in de Amerikaanse Billboard Hot 100 als de enige wereldwijde hitnotering. In Nederland werd de Top 40 weliswaar niet gehaald, maar bereikte het nummer wel de Tipparade met een veertiende plaats als piekpositie. Desondanks stond het wel regelmatig in de NPO Radio 2 Top 2000. De band wilde eigenlijk "Go All the Way" als debuutsingle uitbrengen. Dit werd uiteindelijk hun tweede single en hun grootste hit. In 1974 verscheen "Don't Want to Say Goodbye" als de B-kant van de single "Ecstasy".

## NPO Radio 2 Top 2000
| Nummer met noteringen in de NPO Radio 2 Top 2000 | '99  | '00 | '01  | '02 | '03  | '04  | '05  | '06  | '07 | '08  |
| ------------------------------------------------ | ---- | --- | ---- | --- | ---- | ---- | ---- | ---- | --- | ---- |
| Don't Want to Say Goodbye                        | 1306 | 771 | 1645 | 986 | 1158 | 1429 | 1236 | 1751 | -   | 1758 |

1. ↑  Een '-' betekent dat het nummer niet was genoteerd en een vetgedrukt getal geeft de hoogste notering aan.
2. ↑  Deze tabel is bijgewerkt tot en met de laatste editie (2024).